# Hans Berr
Hans Berr (Braunschweig, 20 maggio 1890 – nei pressi di Noyelles, 6 aprile 1917) è stato un militare e aviatore tedesco, asso dell'aviazione durante la prima guerra mondiale accreditato di 10 vittorie aeree.

## Biografia
Hans Berr nasce a Braunschweig, nell'allora Ducato di Brunswick, il 20 maggio 1890. Già nel 1908 è Leutnant(sottotenente) di fanteria prestando servizio presso il Magdeburgisches Jäger-Bataillon Nr. 4 (4º battaglione fanteria "Magdeburgo"). Allo scoppio della guerra combatte sul fronte occidentale con il 7º Reggimento fanteria leggera dove viene ferito il 6 settembre. Viene insignito della Croce di Ferro di seconda classe e nel gennaio del 1915 viene promosso al grado di Oberleutnant. Un mese più tardi chiede e riceve il trasferimento nella Fliegertruppen des deutschen Kaiserreiches.

## Il servizio in aviazione
Per buona parte del 1915 Hans Berr presta servizio nell'aviazione tedesca come osservatore in aerei biposto prima di essere inviato presso la scuola per piloti di Metz e ricevere il brevetto. Viene assegnato al Kampfeinsitzerkommando (KEK) Avillers e nel marzo del 1916 a bordo di un Fokker Eindecker ottiene le sue prime due vittorie aeree. Nell'agosto del 1916 viene nominato comandante della nuova squadriglia aerea Jagdstaffel 5 ed inviato a supporto dell'esercito impegnato nella Battaglia della Somme. In quattro settimane,  dal 7 ottobre al 3 novembre 1916, Berr abbatte 7 aerei e un pallone da osservazione portando a 10 le sue vittorie aeree totali. Il 10 novembre 1917 gli viene assegnata la Croce di Cavaliere dell'Ordine Reale di Hohenzollern e il 4 dicembre riceve la più prestigiosa onorificenza dell'Impero tedesco, il Pour le Mérite. Berr sarà l'ultimo pilota tedesco a ricevere questa alta onorificenza dopo solo 8 vittorie.

## La morte
Il 6 aprile 1917 i piloti della Jagdstaffel 5 si scontrarono con quelli appartenenti al 57º Squadrone della Royal Flying Corps vicino Noyelles. Nel corso della battaglia, Hans Berr, a seguito di una collisione in volo con uno dei suoi piloti, precipita con il suo aereo trovando la morte..